# 李明俊 (1970年)
李明俊（1970年9月—），男，汉族，河南辉县人，中华人民共和国政治人物，曾任兰考县县长（2016.03—2021.02），中共开封市委常委、中共兰考县委记（2020.11—2022.12）。中国共产党第二十届中央委员会候补委员，现任中共平顶山市委副书记、市长。